# Servië op het Eurovisiesongfestival 2007
Servië nam deel aan het Eurovisiesongfestival 2007 in Helsinki, Finland. Het was de eerste Servische deelname aan het Eurovisiesongfestival als onafhankelijk land. De RTS was verantwoordelijk voor de Servische bijdrage voor de editie van 2007.

## Selectieprocedure
De inzending van Servië werd geselecteerd via de nationale voorronde Beovizija, die eerder had gefungeerd als Servische voorronde voor Evropesma, de songfestivalselectie van Servië en Montenegro.
Op 7 maart 2007 was er een kwalificatieronde met 20 artiesten. De helft ervan ging door naar de finale, die een dag later plaatsvond in Belgrado. De winnaar werd aangeduid door een combinatie van televoting en jury.

### Halve finale
| Volgorde | Artiest                         | Lied                      | Televoting | Televoting | Jury | Totaal |
| Volgorde | Artiest                         | Lied                      | Plaats     | Punten     | Jury | Totaal |
| -------- | ------------------------------- | ------------------------- | ---------- | ---------- | ---- | ------ |
| 1        | Aleksandra Perović              | Noćas budi moj            | 167        | 0          | 0    | 0      |
| 2        | Maja Marković                   | Nije nam se dalo          | 459        | 4          | 8    | 12     |
| 3        | Negative                        | Prava stvar               | 427        | 3          | 2    | 5      |
| 4        | Marija Šerifović                | Molitva                   | 2063       | 12         | 12   | 24     |
| 5        | Tanja Savić i Bane Mojićević    | Simpatija                 | 421        | 2          | 0    | 2      |
| 6        | Ivana Jordan                    | Bomba                     | 640        | 5          | 10   | 15     |
| 7        | Jelena Kovačević                | Senjorita                 | 168        | 0          | 0    | 0      |
| 8        | Aleksa Jelić                    | Beli grad                 | 314        | 1          | 4    | 5      |
| 9        | Igor Vukojević                  | Dobro te znam             | 29         | 0          | 0    | 0      |
| 10       | Amadeus Band                    | Zato što znam             | 284        | 0          | 0    | 0      |
| 11       | Blah Blah Band                  | Ruski Rulet               | 166        | 0          | 0    | 0      |
| 12       | Blizanci                        | Mambo Jambo Serbiano      | 1388       | 8          | 0    | 8      |
| 13       | Miki Perić                      | Jablan                    | 283        | 0          | 6    | 6      |
| 14       | Maja Nikolić                    | Ja znam da ti me ne voliš | 301        | 0          | 0    | 0      |
| 15       | Mira Škorić                     | Voli je                   | 204        | 0          | 0    | 0      |
| 16       | Suzana Dinić                    | Nudim ti srce svoje       | 297        | 0          | 1    | 1      |
| 17       | Slobodan Trkulja i Balkanopolis | Nebo                      | 1936       | 10         | 7    | 17     |
| 18       | Peca Jovanović                  | Kao da je bilo juče       | 728        | 6          | 5    | 11     |
| 19       | Betty Boop                      | Sama                      | 922        | 7          | 0    | 7      |
| 20       | IQ                              | Ljubav za sve             | 279        | 0          | 0    | 0      |

### Finale
| Volgorde | Artiest                         | Lied                 | Televoting | Televoting | Jury | Totaal | Plaats |
| Volgorde | Artiest                         | Lied                 | Punten     | Punten     | Jury | Totaal | Plaats |
| -------- | ------------------------------- | -------------------- | ---------- | ---------- | ---- | ------ | ------ |
| 1        | Peca Jovanović                  | Kao da je bilo juče  | 1264       | 4          | 2    | 6      | 10     |
| 2        | Miki Perić                      | Jablan               | 653        | 1          | 6    | 7      | 8      |
| 3        | Negative                        | Prava Stvar          | 1128       | 3          | 12   | 15     | 3      |
| 4        | Betty Boop                      | Sama                 | 2164       | 6          | 5    | 11     | 5      |
| 5        | Slobodan Trkulja i Balkanopolis | Nebo                 | 4084       | 10         | 7    | 17     | 2      |
| 6        | Marija Šerifović                | Molitva              | 5638       | 12         | 10   | 22     | 1      |
| 7        | Maja Marković                   | Nije nam se dalo     | 1000       | 2          | 4    | 6      | 9      |
| 8        | Blizanci                        | Mambo Jambo Serbiano | 3377       | 8          | 1    | 9      | 6      |
| 9        | Ivana Jordan                    | Bomba                | 2792       | 7          | 8    | 15     | 4      |
| 10       | Aleksa Jelić                    | Beli grad            | 1585       | 5          | 3    | 8      | 7      |

## In Helsinki
Als debuterend land moest Servië op het Eurovisiesongfestival van 2007 eerst aantreden in de halve finale.
In deze halve finale trad Marija Šerifović als 15de aan, net na Polen en voor Tsjechië. Op het einde van de avond bleek dat ze bij de gelukkigen was om naar de finale te gaan. Ze had zelfs de halve finale gewonnen met 298 punten.
Šerifović ontving 9 keer het maximum van de punten.
België en Nederland hadden in de halve finale respectievelijk 4 en 10 punten over voor de inzending.
In de finale trad Servië als 17de aan, net na Duitsland en voor Oekraïne. Bij de puntentelling kreeg Šerifović 268 punten, waaronder 9 keer het maximum van 12 punten. Hiermee won Servië het Eurovisiesongfestival. Het was pas de tweede keer in de historie dat een land meteen bij zijn debuut het songfestival won.
België en Nederland hadden in de finale respectievelijk 7 en 8 punten over voor de inzending.

### Gekregen punten

#### Halve finale
| 12 punten | 10 punten                                                          | 8 punten                                                                            | 7 punten             | 6 punten                           |
| --- | ------------------------------------------------------------------ | ----------------------------------------------------------------------------------- | -------------------- | ---------------------------------- |
| - Bosnië en Herzegovina - Hongarije - Kroatië - Noord-Macedonië - Montenegro - Oostenrijk - Slovenië - Tsjechië - Zwitserland | - Armenië - Duitsland - IJsland - Nederland - Wit-Rusland - Zweden | - Bulgarije - Cyprus - Finland - Georgië - Ierland - Noorwegen - Oekraïne - Rusland | - Frankrijk - Israël | - Denemarken - Moldavië - Roemenië |
| 5 punten | 4 punten                                                           | 3 punten                                                                            | 2 punten             | 1 punt                             |
| - Griekenland - Polen - Spanje - Verenigd Koninkrijk                                                                          | - België - Portugal                                                |                                                                                     | - Albanië - Letland  | - Litouwen - Malta                 |

#### Finale
| 12 punten | 10 punten               | 8 punten                                                       | 7 punten                                   | 6 punten                                                 |
| --- | ----------------------- | -------------------------------------------------------------- | ------------------------------------------ | -------------------------------------------------------- |
| - Bosnië en Herzegovina - Finland - Hongarije - Kroatië - Noord-Macedonië - Montenegro - Oostenrijk - Slovenië - Zwitserland | - Noorwegen - Zweden    | - Duitsland - Frankrijk - Malta - Nederland - Polen - Tsjechië | - Armenië - België - IJsland - Wit-Rusland | - Bulgarije - Denemarken - Georgië - Roemenië - Oekraïne |
| 5 punten | 4 punten                | 3 punten                                                       | 2 punten                                   | 1 punt                                                   |
| - Moldavië - Portugal - Rusland                                                                                              | - Griekenland - Ierland | - Cyprus - Israël - Letland                                    |                                            | - Albanië - Spanje                                       |

### Punten gegeven door Servië

#### Halve finale
Punten gegeven in de eerste halve finale:
| 12 punten | Hongarije       |
| 10 punten | Noord-Macedonië |
| 8 punten  | Montenegro      |
| 7 punten  | Slovenië        |
| 6 punten  | Kroatië         |
| 5 punten  | Bulgarije       |
| 4 punten  | Wit-Rusland     |
| 3 punten  | Denemarken      |
| 2 punten  | Polen           |
| 1 punt    | Portugal        |

#### Finale
Punten gegeven in de finale:
| 12 punten | Hongarije             |
| 10 punten | Noord-Macedonië       |
| 8 punten  | Bosnië en Herzegovina |
| 7 punten  | Rusland               |
| 6 punten  | Bulgarije             |
| 5 punten  | Slovenië              |
| 4 punten  | Griekenland           |
| 3 punten  | Oekraïne              |
| 2 punten  | Wit-Rusland           |
| 1 punt    | Moldavië              |

2007 · 2008 · 2009 · 2010 · 2011 · 2012 · 2013 · 2014 · 2015 · 2016 · 2017 · 2018 · 2019 · 2020 · 2021 · 2022 · 2023 · 2024 · 2025